# Cantón de Montbéliard-Este
El cantón de Montbéliard-Este era una división administrativa francesa, que estaba situada en el departamento de Doubs y la región de Franco Condado.

## Composición
El cantón estaba formado por una comuna, más una fracción de la comuna que le daba su nombre:
- Bethoncourt
- Montbéliard (fracción)

## Supresión del cantón de Montbéliard-Este
En aplicación del Decreto nº 2014-240 de 25 de febrero de 2014, el cantón de Montbéliard-Este fue suprimido el 22 de marzo de 2015 y sus 2 comunas pasaron a formar parte; una del nuevo cantón de Bethoncourt y una del nuevo cantón de Montbéliard.